# Puchary Wołoszczyzny (1909/1910)
Puchar Wołoszczyzny 1909/1910 – 1. sezon najwyższej klasy rozgrywkowej w Rumunii. W rozgrywkach brały udział 3 zespoły, grając systemem kołowym. Pierwszym mistrzem Rumunii została drużyna Olympia Bukareszt.

## Powstanie
W Rumunii, piłka nożna została wprowadzona na początku XX wieku. Pierwszy związek piłki nożnej w Rumunii został założony w październiku 1909 pod nazwą ASAR (Stowarzyszenie Rumuńskich Towarzystw Atletycznych). ASAR został założony przez trzy kluby: Olimpię i Colentinę z Bukaresztu i United Ploeszti. Te trzy kluby, które składały się głównie z graczy nie-rumuńskich, rozpoczęły pierwszy sezon Mistrzostw Rumunii.

## Tabela końcowa
|   | Klub                | M | Z | R | P | Br+ | Br− | Br+/− | Pkt | Uwagi  |
| 1 | Olympia Bukareszt   | 1 | 1 | 0 | 0 | 2   | 1   | +1    | 2   | Mistrz |
| 2 | Colentina Bukareszt | 2 | 1 | 0 | 1 | 3   | 2   | +1    | 2   |        |
| 3 | United Ploeszti     | 1 | 0 | 0 | 1 | 0   | 2   | -2    | 0   |        |